# Shi Xie
Shi Xie (137–226) fue un erudito chino quien llegó a ser el administrador general de la provincia de Jiaozhi durante el último periodo de la dinastía Han. Se sometió a Sun Quan en el 210 y pagó tributo al reino Wu. Sin embargo, después de su muerte, Lu dai fue designado para continuar con su anterior posición y su hijo Shi Hui se rebeló contra el reino Wu. Así, la familia Shi perdió el control político sobre la región de Jiaozhi.
- Datos: Q736714